# Belva Ann Bennett Lockwood
Belva Ann Bennett Lockwood, née le 24 octobre 1830 à Royalton (New York), et morte le 19 mai 1917 à Washington est une militante américaine des droits civiques, qui joua notamment un rôle central dans la lutte pour le suffrage des femmes aux États-Unis. C’est également une juriste, une femme politique, une enseignante et une femme de lettres. Diplômée d’une école de droit, elle est l’une des premières femmes avocate des États-Unis. Elle est la première femme candidate lors d'une élection présidentielle américaine, en 1884.
Elle est inscrite au National Women's Hall of Fame.

## Biographie

### Jeunesse
Belva Ann Bennett naît le 24 octobre 1830 à Royalton dans l'État de New York. Elle est la seconde fille d'un couple de fermiers, Lewis J. et Hannah Green Bennett, originaires du comté de Washington. Ses parents, mariés en 1827, sont protestants, de confession méthodiste. Belva a quatre frères et sœurs,.
L'enfant s'occupe des animaux de la ferme, abattant autant de travail qu'un garçon. Scolarisée dans les écoles des environs, lorsqu'elle n'est pas occupée à la ferme, elle obtient de bons résultats. Appréciant la lecture, elle consulte notamment des livres d'histoire et la Bible, qu'elle interprète de façon littérale durant son enfance. En 1845, elle est recrutée comme institutrice par le conseil scolaire de Royalton. Durant trois ans, elle enseigne aux jeunes enfants. Choquée par les inégalités salariales avec les instituteurs, elle se plaint auprès du conseil scolaire et de la femme du pasteur, qui lui répond que « le monde est ainsi fait » (« It is the way of the world »),.
Belva Ann Bennett poursuit ses études à la Royalton Academy. Ses premiers écrits, des essais et poèmes, sont publiés dans des revues littéraires locales. Elle souhaite intégrer l'enseignement supérieur, alors très fermé aux femmes, mais son père s'y oppose. Elle épouse alors un jeune fermier des environs, Uriah McNall, dont le père est un homme respecté, ayant servi en tant que juge de paix (« justice of the peace »). Le couple s'installe à Gasport, en juillet 1849 Belva donne naissance à une fille, baptisée Lura. Victime d'un accident dans une scierie, qui le laisse invalide, Uriah contracte ensuite la tuberculose et meurt en avril 1853. Après la mort de son mari, Belva envisage de s'installer chez ses parents, mais décide finalement de reprendre ses études et trouver un emploi, afin de gagner sa vie et élever sa fille,.

### Carrière dans l'enseignement

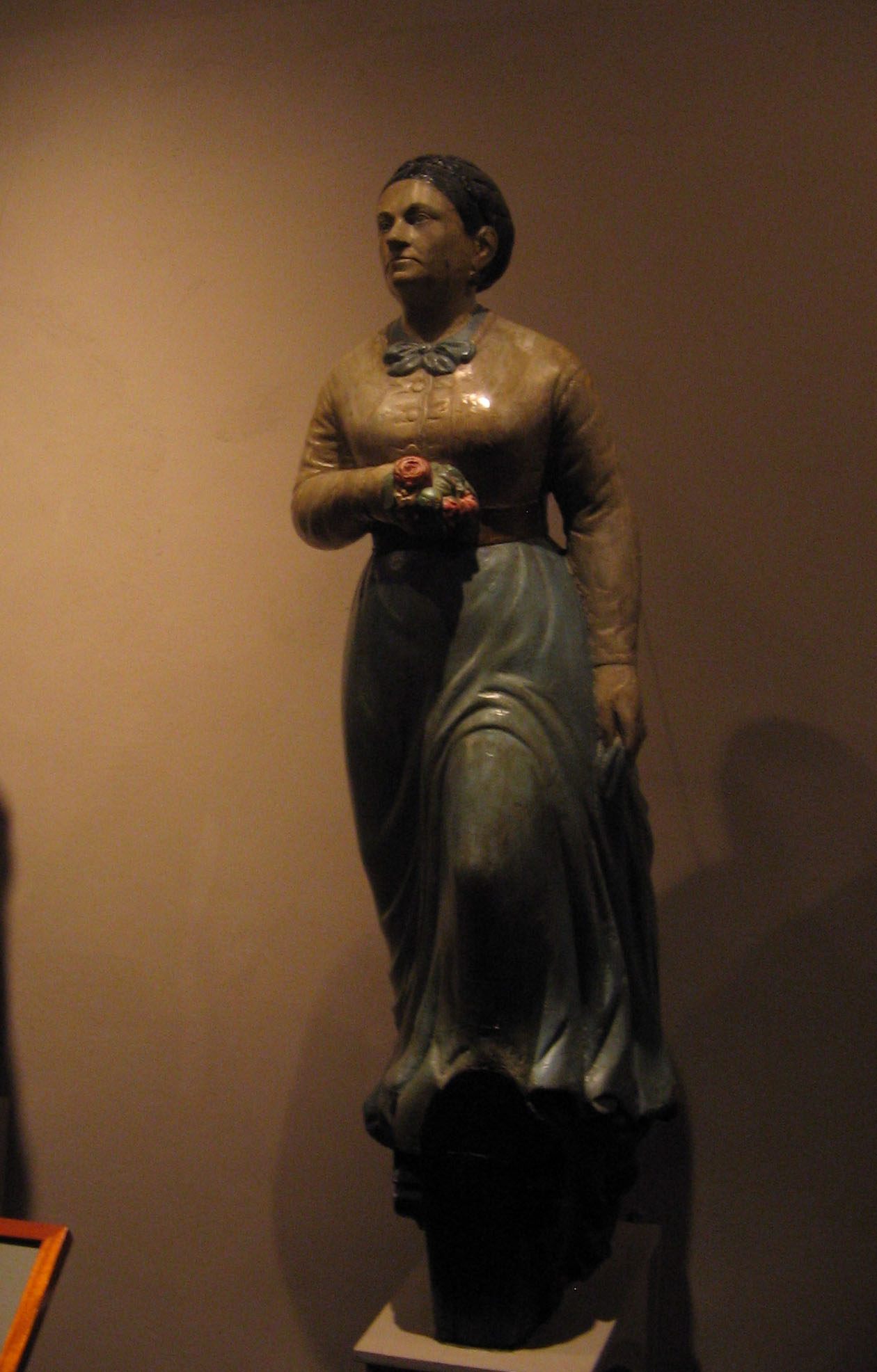
La figure de proue d'un navire à l'effigie de Belva Lockwood.

La jeune femme enseigne durant plusieurs trimestres à la Gasport Academy. En 1854, elle confie sa fille Lura à ses parents. Malgré leur désaccord, elle entre au Genesee Wesleyan Seminary (en), un séminaire méthodiste situé Lima et disposant d'un programme d'études pour jeunes filles. Elle demande son transfert au Genesee College (en), situé sur le même campus, afin d'étudier la politique et les sciences. Elle obtient un Bachelor of Science avec mention en 1857. L'enseignement étant l'un des seuls métiers ouverts aux femmes, elle devient directrice d'une école de 600 élèves située à Lockport,.
Belva s'installe dans une pension avec sa sœur cadette Inverno et sa fille Lura, dont elle a été séparée durant trois ans. Elle s'implique dans les associations d'enseignants et rencontre la militante des droits civiques Susan B. Anthony. Elle s'engage également dans des sociétés de bienfaisance et impose, malgré la résistance des parents d'élèves, que les filles de son établissement suivent des cours d'expression orale et de gymnastique, à l'égal des garçons,.